# Parwowiroza psów

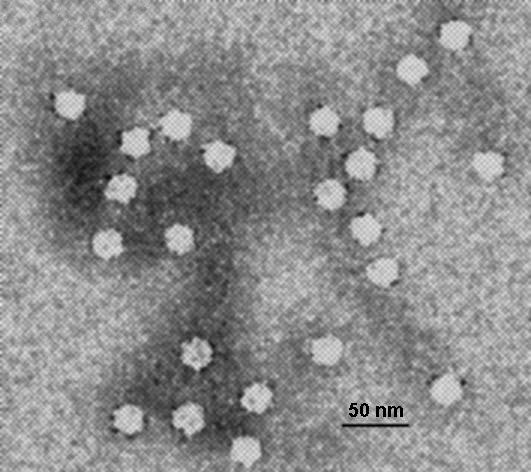
Obraz z mikroskopu elektronowego parwowirusa psiego

Parwowiroza psów – zakaźna, zaraźliwa choroba atakująca głównie psy młode, do szóstego miesiąca życia. Niekiedy może również dotyczyć psów dorosłych, w szczególności niezaszczepionych.
Opisywana jednostka kliniczna jest wywoływana przez parwowirusa psiego. Jest to wirus o symetrii kubicznej, zaś jego materiałem genetycznym jest DNA. Parwowirusy atakują wiele gatunków zwierząt (m.in. drób wodny, lisy, świnie, koty), szczególny tropizm wykazują do intensywnie dzielących się komórek. 
Parwowiroza psów pojawiła się w 1978 roku w USA, Kanadzie i Australii, na początku lat 80. XX wieku dotarła do Europy. Choroba zaatakowała wiele szczeniąt na całym świecie. Dominowała wówczas jej postać sercowa. Obserwowano nagłe padnięcia szczeniąt w bardzo młodym wieku (od 14 dni do 12 tygodni), często bez specyficznych objawów. Opisywana postać choroby była spowodowana atakowaniem przez wirusa intensywnie dzielących się w okresie kilku dni po narodzinach kardiomiocytów zwierzęcia. Obecnie dominuje postać jelitowa. Choroba dotyka szczenięta nieco starsze i charakteryzuje się silną, wyniszczającą biegunką, czasami z domieszką krwi, wymiotami, bolesnością powłok brzusznych, gorączką i objawami ogólnymi o różnym stopniu nasilenia. Opisywane objawy związane są z atakowaniem przez wirusa intensywnie dzielących się enterocytów w jelitach. Choroba może mieć różny przebieg w zależności od szczepu wirusa, kondycji zwierzęcia i od jego wieku. Przyjmuje się, że psy dorosłe przechodzą parwowirozę w zasadzie bezobjawowo.
W leczeniu stosuje się przede wszystkim nawadnianie poprzez wlew kroplowy roztworów glukozy i płynów wieloelektrolitowych, antybiotykoterapię, by uniknąć włączenia się w proces chorobowy bakterii, podaje się preparaty wzmacniające oraz stosuje się surowicę przeciwko parwowirusowi psiemu. Wdrożona terapia w większości przypadków skutkuje wyleczeniem, choć śmiertelność przy tej chorobie jest i tak stosunkowo duża, nawet mimo podjęcia czynności lekarskich.
Najskuteczniejszą formą walki z tą chorobą jest szczepienie zwierzęcia. Szczególnie ważne jest zaszczepienie niesterylizowanych suk, gdyż matka przekaże wówczas ciała odpornościowe swoim młodym. Do zakażenia dochodzi najczęściej poprzez kontakt szczenięcia z materiałem zanieczyszczonym kałem zwierzęcia chorego, gdzie znajduje się ogromna ilość wirusów. Także psy dorosłe, chorując subklinicznie, mogą stawać się siewcami wirusa w swoim środowisku. Z tego względu szczenięta jeszcze niezaszczepione nie powinny przebywać w miejscach odwiedzanych przez inne psy.
Parwowirus psi jest stosunkowo odporny na działanie czynników fizycznych i chemicznych. Do odkażania legowisk, wybiegów i bud, z których korzystały psy chore, stosuje się 2% roztwór ługu sodowego, podchlorynu sodu i formaliny.
Coraz częściej weterynarze zalecają ozonowanie jako skuteczną metodę dezynfekcji w przypadkach eliminacji wirusów parwowirozy i panleukopenii. Często można spotkać się z tym, że lekarze polecają ozonowanie alergikom.